# Universitatea Paris-Sud
Universitatea Paris-Sud (în franceză Université Paris-Sud) a fost o universitate franceză creată la 1 ianuarie 1971. A dispărut la 1 ianuarie 2020 în favoarea Universitatea Paris-Saclay în urma publicării în Jurnalul Oficial a decretului de creare a noii universități la 5 noiembrie 2019.

## Profesori celebri
- Ngô Bảo Châu, un matematician vietnamez și francez
- Ciprian Foiaș, un matematician american de origine română
- Laurent Lafforgue, un matematician francez
- Albert Fert, un fizician francez
- Wendelin Werner, un matematician francez de origine germană
- Jean-Christophe Yoccoz, un matematician francez